# Yol
Yol är en kurdisk dramafilm från 1982 utspelad i Turkiet i regi av Yilmaz Güney. Filmen hade världspremiär i maj 1982 på filmfestivalen i Cannes där den vann Guldpalmen och FIPRESCI-priset. Yol hade svensk premiär den 25 december 1982.

## Handling
Filmen handlar om några män som får permission från fängelset på ön Imrali i nordvästra Turkiet. De återvänder till sina familjer och vänner. Seyit Ali reser hem till sin mor i östra Turkiet, av henne får han veta att hans fru varit otrogen och att hennes familj håller henne fången i väntan på att han ska betämma hennes öde. Mehmet Salih återvänder till Diyarbakır där hans frus familj håller honom ansvarig för hans svågers död i samband med det rån Salih sitter i fängelse för. Ömer reser till sin hemby på gränsen till Syrien och upptäcker att byn är i konflikt med turkiska styrkor.

## Medverkande
| Tarik Akan          | – Seyit Ali    |
| Serif Sezer         | – Ziné         |
| Halil Ergün         | – Mehmet Salih |
| Meral Orhonsay      | – Emine        |
| Necmettin Çobanoğlu | – Ömer         |
| Semra Uçar          | – Gülbahar     |
| Tuncay Akça         | – Yusuf        |

## Om filmen
Filmen skrevs av Yilmaz Güney och regisserades av Şerif Gören med hjälp av detaljerade instruktioner från Güney som satt i fängelse under inspelningen. Ungefär samtidigt som produktionen gick in i sitt slutskede rymde Güney från fängelset och flydde till Europa. Där deltog han själv i färdigställandet av filmen.